# نيكولاس أغيري (لاعب كرة قدم)
نيكولاس أغيري (بالإسبانية: Nicolás Aguirre) (27 يونيو 1990 في الأرجنتين - ) هو لاعب كرة قدم أرجنتيني في مركز الوسط. لعب مع أتليتيكو رافائيلا وأرسنال ساراندي ونادي لانوس.

## وصلات خارجية
- نيكولاس أغيري على موقع قاعدة بيانات كرة القدم.إي يو (الإنجليزية)
- نيكولاس أغيري على موقع Soccerway.com (الإنجليزية)